# (476) Hedwig
(476) Hedwig est un astéroïde de la ceinture principale découvert par Luigi Carnera le 17 août 1901.